# Стрийт арт фестивал
Стрийт арт фестивал, често срещан и като Street Art Fest или Стрийт арт вилидж фестивал е поредица от художествени графити на открито и туристическа атракция в село Старо Железаре, Пловдивско.
Началото е сложено през 2017 г., когато Катаржина и Венцислав Пирянкови идват в селото, от където произхожда Пирянков. При това си идване той урежда в родния си дом арт център за хора на изкуството. Двамата съпрузи са преподавтели в училището по изящни изкуства в град Познан и Познанския Университет по изящни изкуства. Всяко лято с техни студенти от там те работят за украсяването на селото.
По уличните стени и дувари са увековечавани образите на известни фигури от политиката, изкуството или популярни образи от литературата, киното или комиксите. Пресъздадени са „Спящата циганка“ на Анри Русо, „Госпожиците от Авиньон“ от Пабло Пикасо, автопортрета на Фрида Кало и други.
Стрийт арт фестивал намира отражение в българската и световната преса, след като през 2018 г. се появява репортаж от Ню Йорк за първия официален отдел на Ню Йорк MoMA. Финасова подкрепа е осъществена от Община Хисаря от бюджета и за 2019 г.
В галерията попадат патриарх Кирил, шейх Мохамед бин Рашид ал-Мактум от Дубай, цар Борис III, Фидел Кастро и Индира Ганди, отбивали се в селото през 1970-те, цар Самуил и Наполеон до Лили Иванова и Банкси. Селската баба Стефка и магарето ѝ са изписани до Бриджит Бардо и коня, а тракторът на дядо Иван тегли талига с Доналд Тръмп.